# Клод Перро
Клод Перро (фр. Claude Perrault; 25 вересня, 1613, Париж — 9 жовтня, 1688, Париж) — французький науковець і біолог, архітектор і теоретик архітектури.

## Життєпис, батьківська родина
Народився у Парижі. Батько (П'єр Перро старший) був суддею у парламенті (мерії) Парижа і родина була забезпеченою. В родині були ще Шарль Перро та П'єр Перро молодший, обидва стануть письменниками. Ніколя Перро стане богословом.

## Освіта
Родина була заможною і спромоглась сплатити освіту Клода Перро у Паризькому університеті, де навчався на медичному факультеті.
Він став одним з перших науковців Франції нової генерації XVII століття, займався проблемами акустики. Він також був доктором філософії.
За підтримки впливового Кольбера його обрали членом Королівської академії наук, коли останню заснували у французькій столиці.

## Перекладач і теоретик архітектури

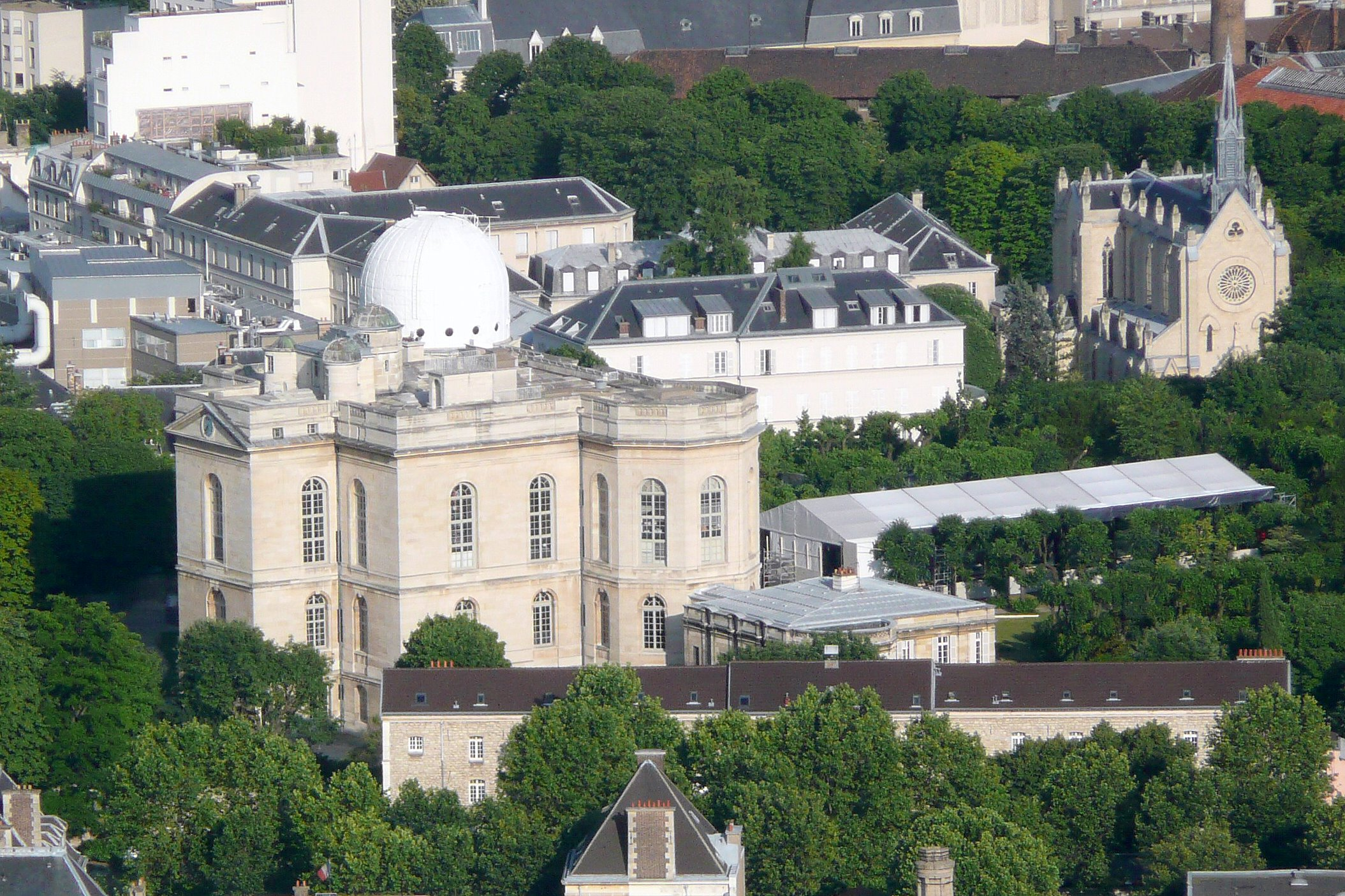
Паризька обсерваторія.

Клод Перро свого часу уславився тим, що переклав на французьку мову Десять книг про архітектуру давньоримського будівничого Вітрувія. Ініціатором перекладу був не він сам, а впливовий Жан-Батист Кольбер, що підтримував також його рідного брата, Шарля Перро, письменника і власного радника з питань мистецтва.
Перше французьке видання вийшло друком 1673 року, друге видання оприлюднено 1684 року.

## Клод Перро архітектор
Кольбер не полишав увагою братів Перро і згодом архітектор Клод Перро отримав замову на облаштування каплиці в садибі Со, котрою володів Жан-Батист Кольбер.
Клод Перро створив проєкт Паризької обсерваторії і проєкт реалізували. Серед його робіт — церква Сен Бенуа, проєкт нової церкви св. Женев'єви (котру вважали небесною покровителькою міста Париж), вівтар для церкви ченців мінімів, всі у Парижі.

## Проєкт Східної колонади палацу Лувр

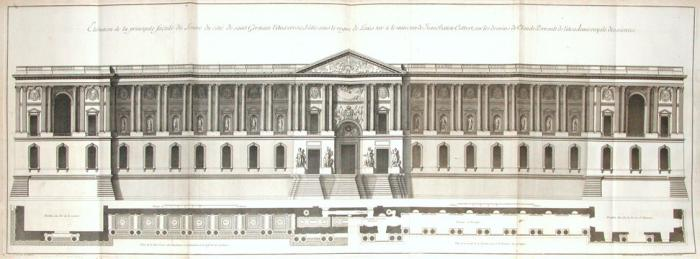
Клод Перро. Східка колонади палацу Лувр, проєкт. Видання Маріетта 1738 року.

Серед проєктів митця — нова триумфальна арка на честь короля Людовика XIV та проєкт Східної колонади палацу Лувр. Обидві споруди мимоволі залишились недобудованими.
Триусфальну арку на честь короля Людовика XIV почали будувати на площі Трон (сучасна площа Нації) і покинули незакінченою. Модель була створена з нетривких матеріалів і лише частково переведена у камінь. Вона обвалилась і була остаточно розібрана 1716 року.
Більше пощастило колонаді Лувру. Бароковому майстру Лоренцо Берніні були замовлені добудови до палацу Лувр (тепер Східний фасад). Берніні поїхав у Париж з кресленнями та бароковою моделлю майбутньої добудови. Митці Франції зробили все можливе і неможливе, аби зашкодити і зірвати виконання проєкту конкурентом. Берніні змусили виїхати геть. Офіційно бароковий стиль у Франції — було закрито.
В Парижі за наказом короля 1667 року створили комісію з приводу прибудови до королівського палацу Лувр. У її склад увійшли Луї Лево, Шарль Лебрен, Клод Перро. За припущеннями, вирішальним був проєкт, запропонований Клодом Перро. Його проєкт був настояний на настановах народженого французького класицизму XVII ст. Протяжна і симетрична споруда мала п'ять частин. В центрі парадна частина, що нагадувала давньоримські арки з порталом. Корпус закінчували окремі споруди, котрі у Франції називали павільйонами. Всі частини поєднували протяжні галереї, відкриті у простір другим поверхом. Галереї з подвоєних коринфських колон були розташовані на першому поверху, котрий контрастував з пишним другим підкресленою бідністю декору. Водночас Східний фасад Лувру мав надто вишуканий і елегантний характер унікального створіння, котрий почали сприймати як черговий зразок стиля.
Споруда тривалий час залишалась недобудованою. Це неподобство тривало до приходу до влади у Франції Наполеона Бонапарта. Заклопотаний підвищенням власного авторитета, Наполеон наказав закінчити прибудову за проєктом Клода Перро. Таким чином, прибудова стала черговим довгобудом в Парижі.

## Історичні зображення колонади Лувру

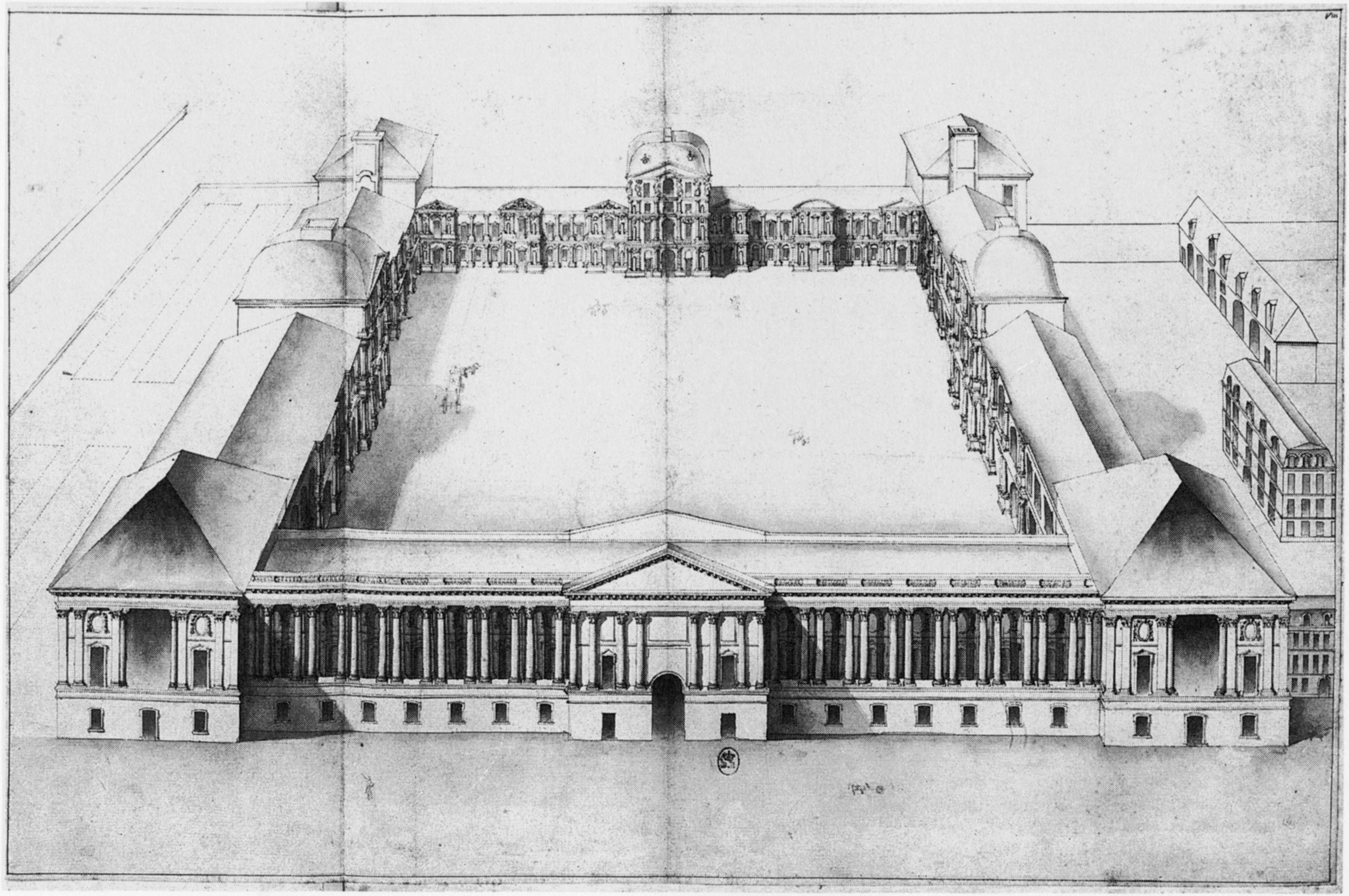
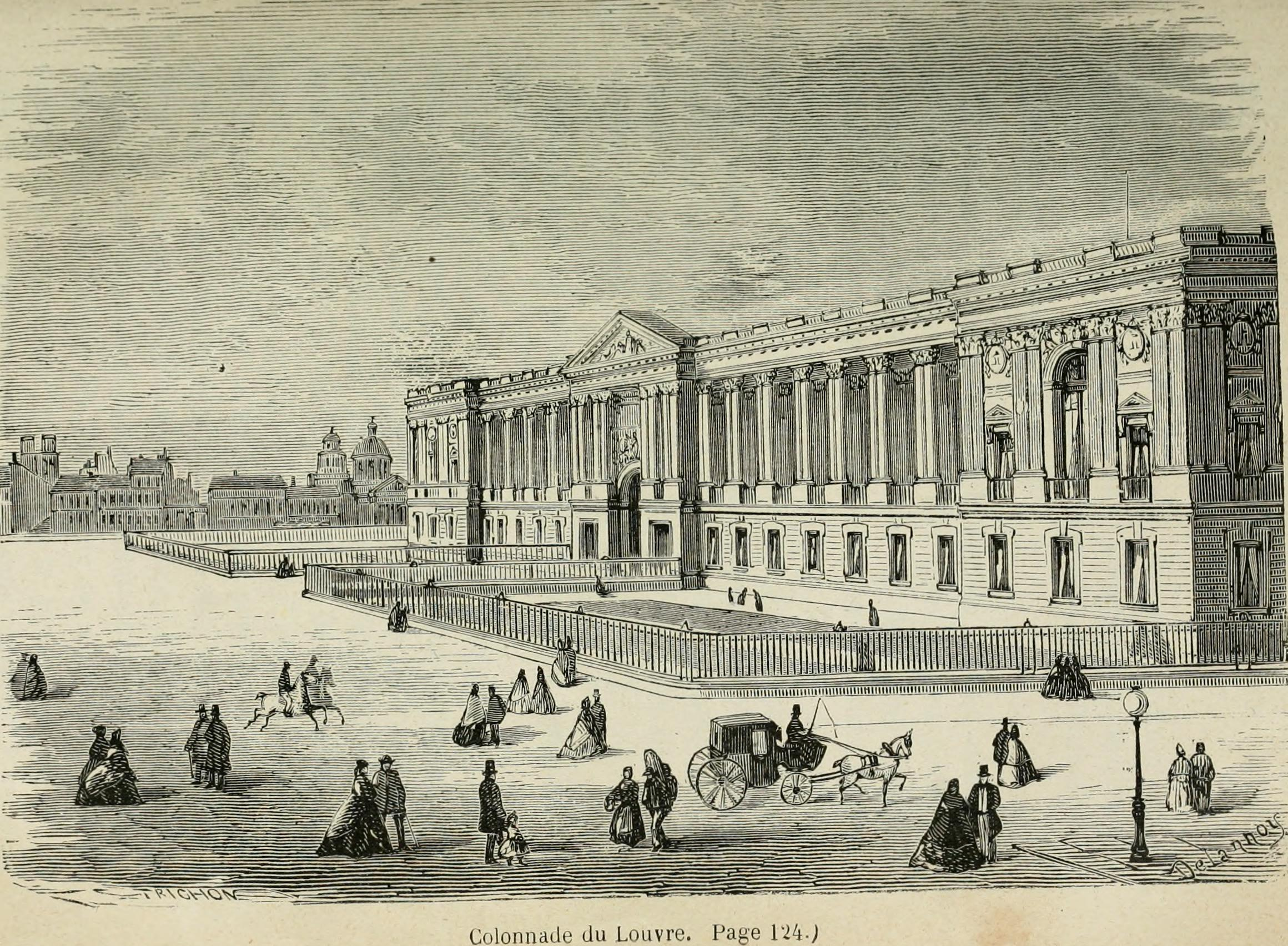
Гравюра 1867 року.
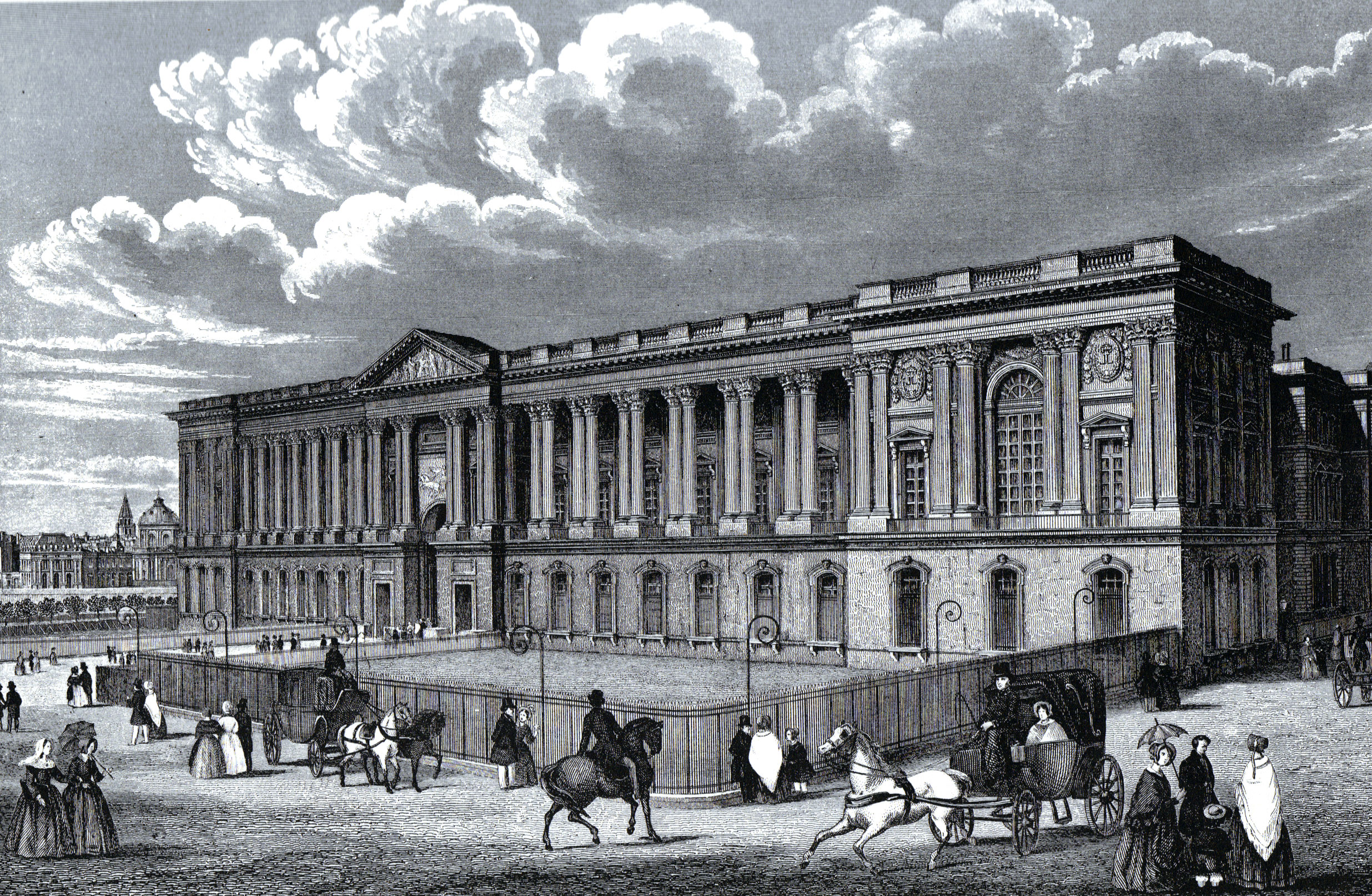
Гравюра 1845 року.
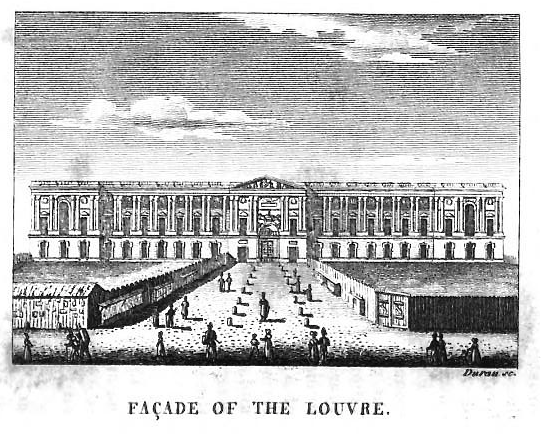
Гравюра 1822 року.